# Ferro Milone
Ferro Milone, auch Carlo Cesare Ferro Milone, (* 18. April 1880 in Turin, Königreich Italien; † 15. März 1934 ebenda) war ein italienischer Zeichner, Maler und Hochschullehrer.

## Leben
Milone besuchte in der Nähe von Turin die Technische Schule des Collegio di Chivasso, die er 1894 mit einem Diplom abschloss. Danach schrieb er sich in seiner Heimatstadt an der Accademia Albertina ein und beendete sein Studium dort im Oktober 1899. Während seines Studiums fiel der dem Maler Cesare Grasso auf, bei dem er studierte und der ihn in der Folge unter seine Fittiche nahm.
1898 hatte Milone, oder wie man in Italien sagt: Il Ferro, seine erste Ausstellung in Turin, im Jahre 1901 gefolgt von einer Beteiligung an der Ausstellung des Circulo degli Artisti Turins, an der er bis zu seinem Tode jeweils teilnahm. Danach stellte er in Italien und in Sankt Petersburg und Paris aus. 1903 war er zum ersten Mal Teilnehmer an der Biennale di Venezia, auf der er noch mehrfach bis zum Jahre 1926 ausstellte. In Venedig fiel er dem König von Siam, heute Thailand, Chulalongkorn auf. Dieser lud ihn in sein Land ein, um unter anderem seinen Palast zu dekorieren. Er arbeitete dort von 1904 bis 1907. Bekannt sind seine Fresken mit Darstellungen des Lebens im Harem des Königs.
Auf der Internationalen Ausstellung für Industrie und Arbeit in Turin im Jahre 1911 zeigte Milone im Pavillon von Siam einige seiner Entwürfe und Zeichnungen aus seiner Zeit am Hofe in Bangkok. Im Jahr vorher war er zum Dozenten an der Abteilung für Malerei der Accademia Albertina ernannt worden. 1922 wurde er dort Professor an der Abteilung Zeichnen und hielt 1924 einen Lehrgang für Freskoarbeiten ab. Zu seinen Studenten zählte auch der albanische Maler Abdurrahim Buza. Von 1925 arbeitete er erneut in Siam und arbeitete unter anderem im Palast des Fürsten Norashing.
Von 1928 bis 1933 war Milone Dozent für die Techniken des Kupfer- und Stahlstichs. Ferner war er von 1930 bis 1933 Präsident der Accademia Albertina. In den Jahren von 1929 bis 1931 führte er drei große Fresken in der Friedhofskapelle der Familie Riccardi Candiani in Neive in der Provinz Cuneo aus. 1931 erhielt er den Auftrag, den großen Empfangssaal des Rathauses von Imperia in Ligurien mit Fresken auszustatten, die Allegorien und berühmte Personen zeigen.
Milone starb 1934 in Turin und wurde im Familiengrab in der Alpengemeinde Usseglio, Provinz Turin bestattet, in welchem seit 1932 ein Gemälde des Malers hängt, das die Drei Marien zeigt. 1940 wurden einige seiner Gemälde auf der 22. Biennale di Venezia gezeigt.

## Werke
- 1930: Der Orangenkorb, Öl auf Leinwand, Galleria Civica d’Arte Moderna e Contemporanea (GAM), Turin.

## Ausstellungen
- 2014: Cesare Ferro Milone, Museo Civico Alpino Arnaldo Tazzetti, Usseglio.